# Christian Andreas Siber
Christian Andreas Siber (auch: Sieber; * 15. November 1662 in Schandau; † 31. Januar 1704 in Tennstedt) war ein deutscher Pädagoge und lutherischer Theologe.

## Leben
Der Sohn des Pfarrers und kaiserlich gekrönten Poeten Justus Sieber und dessen Frau Catharina, der Tochter des Dresdner Bürgermeisters Paul Zinck, besuchte ab 1677 die kurfürstliche Landesschule St. Afra in Meißen unter dem Rektorat von Johann Georg Wilke. Am 23. April 1681 bezog er die Universität Wittenberg, wo er die Vorlesungen des Konrad Samuel Schurzfleisch und des Balthasar Stolberg besuchte und theologische sowie philosophische Studien absolvierte.
Nachdem er am 27. April 1682 Magister der Philosophie geworden war und verschiedene Dissertationen gehalten hatte, wurde er Hofmeister bei dem Baron Maximillian Ludwig Freiherr von Regal in Regensburg. 1686 wurde er Rektor der kurfürstlich sächsischen Landesschule in Grimma. Da er sich in diesem Amt nicht behaupten konnte, übernahm er nach zwei Jahren ein Pfarramt auf der Burg Hohnstein. In Wittenberg erwarb er deshalb am 8. Juli 1691 mit der Dissertation Lectiones contra Richardum Simonium das Lizentiat der Theologie. Danach hielt er sich bei einigen Juden in Prag auf, um seine Kenntnisse in der hebräischen Sprache zu vervollkommnen.
Bald war er in Tennstedt Inspektor der Superintendenturen von Weißensee, Sangerhausen und Langensalza. Dafür promovierte er am 26. Juli 1694 in Wittenberg zum Doktor der Theologie. Ein Unfall, der ihm den Schenkel ausrenkte, führte dazu, dass er schließlich verstarb. Seine Witwe verheiratete sich mit Dr. Meerheim, seine einzige Tochter heiratete den Diakon in Schlieben M. Johann Adam Calo. Seine reichhaltige Bibliothek wurde an den Professor Johann Andreas Danz (1664–1727) in Jena verkauft.

## Werke (Auswahl)
- De Asiarchis. Wittenberg, 1683
- De obsidione Viennensi MDXXIX cum nuperâ comparatâ. Wittenberg, 1684
- De περιεργίᾳ Ephesiorum. Wittenberg, 1685
- De M. Catonis in Cyprum profectione iussu P. Clodii suscepta. Wittenberg, 1686

## Weblink
- Druckschriften von und über Christian Andreas Siber im VD 17.

| Personendaten    | Personendaten                                |
| ---------------- | -------------------------------------------- |
| NAME             | Siber, Christian Andreas                     |
| ALTERNATIVNAMEN  | Sieber                                       |
| KURZBESCHREIBUNG | deutscher Pädagoge und lutherischer Theologe |
| GEBURTSDATUM     | 15. November 1662                            |
| GEBURTSORT       | Schandau                                     |
| STERBEDATUM      | 31. Januar 1704                              |
| STERBEORT        | Tennstedt                                    |